# フォード・タウヌス
フォード・タウヌス (Ford Taunus)は、欧州フォードが1939年から1982年までドイツで生産、販売されたファミリーカーである。1952年から1968年までの西ドイツフォードの乗用車は、大小問わず、全て「フォード・タウヌス」の車名であった。
車名はドイツのタウヌス山地に由来するもので、小型乗用車の先代モデルに当たるアイフェルに続いてドイツ国内の山地名から命名されたものである。
1960年代当時の日本にもニューエンパイヤモーターや近鉄モータースなどのフォード系ディーラー各社を通じて多数輸入され、「タウナス」と呼ばれ親しまれていた。

## G93A/G73A（1939年 - 1952年）

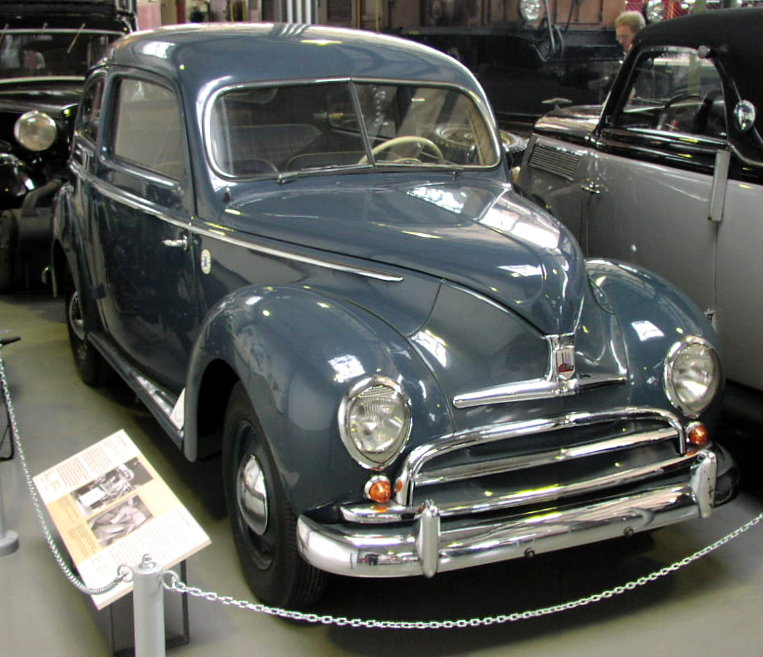
タウヌス 1948-1952

戦前のドイツ・フォードの主力車種であった小型大衆車アイフェルの後継として、1939年にタウヌスG93Aが登場した。ドイツ・フォードの第二次世界大戦前の最後のニューモデルであった。
ドイツ・フォード初の油圧ブレーキや、同時期の米国フォード車とも共通の幅広流線型ボディを採用し、外観は大幅に近代化された。しかし、エンジンとシャシはアイフェルから引き継がれたもので、在来型のサイドバルブ1172cc直列4気筒エンジン、前後輪共に横置きリーフスプリング支持のリジッド・アクスルで、フォード流の信頼性を重視した保守的設計からは脱していなかった。最高速度は100km/hを公称した。
量産開始からほどなく第二次世界大戦が勃発し、1942年に生産は一時中断されたが、1948年に外観をモダナイズしたタウヌスG73Aとして生産が再開された。

## Mシリーズ
1952年以降のタウナスには12M･15Mなどと、排気量を示す二桁の数字と、"Meisterstück"（英語の"Masterpiece"）を意味するMのサブネームが与えられた。
小型の12M/15M系統と、後に追加された中型の17M/20Mなどの2つのラインがあった。

### 12M・15Mシリーズ

#### 初代・G13系　(12Mは1952-1959年、15Mは1955-1959年)

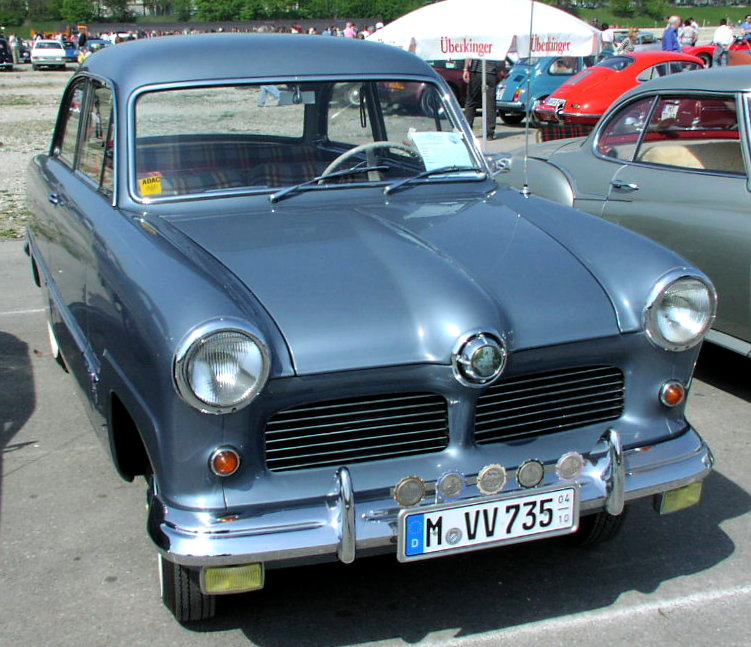
タウヌス 12M 1952-1955

戦後に開発された最初のモデルである。1950年発表のイギリス・フォード「コンサル」に倣った戦後型としての全面改良が行われ、ボディ構造はフラッシュサイドのモノコック式となり、フロントサスペンションはマクファーソン・ストラット独立懸架が採用されたが、エンジンは在来型を流用したサイドバルブで、最高出力は38馬力であった。1955年にOHV化され、1498cc 55馬力の15Mが追加された。1959年にフロントグリルが変更され、15Mは名称を変更して「12M 1.5リッター」とされた。

#### 二代目 (1959年-1962年)

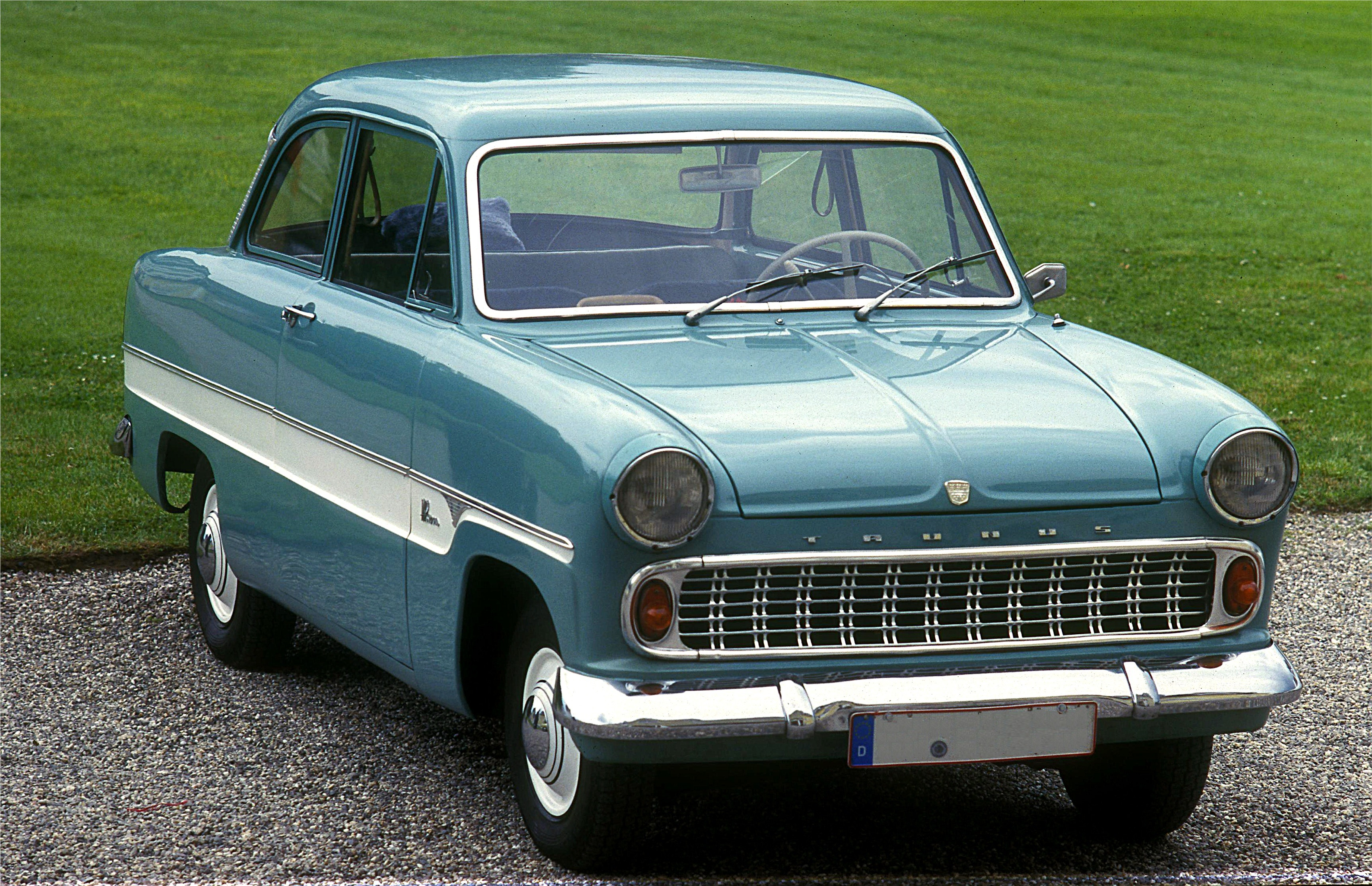
タウヌス 12M 1959-1962

二代目と銘打ってはいるが、初代のボディーをスタイリングの流行や生産技術の向上に合わせてリワークしたもので、見栄えは新しくなったが、メカニズムは全てG13系・12M（P1）の流用であった。

#### 三代目・P4系 (1962-1966年)

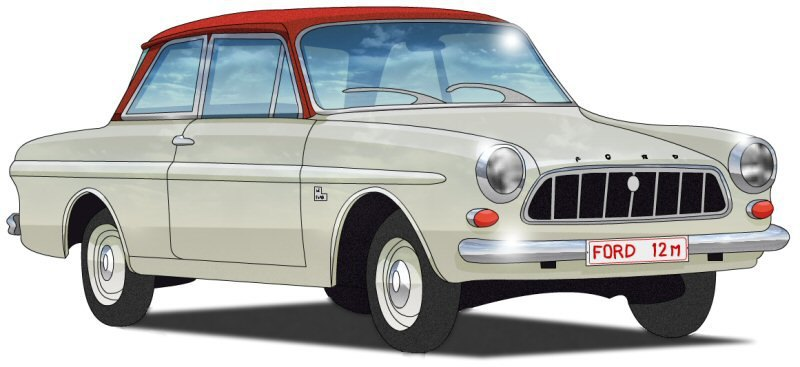
タウヌス 12M P4

縦置きV型4気筒エンジンの前輪駆動として、全く新しい設計で1962年に再登場した12Mは、「カーディナル」というコードネームで計画され、米国でもサブコンパクトカーとして生産される予定の世界戦略車であった。しかし市場調査の結果が芳しくなく、労働組合の反対などもあり、西ドイツでのみで生産されることになった。
エンジンは1183cc 40馬力（最高速度123km/h）と、1498cc 50 - 65馬力（135 - 144km/h）で、ボディーバリエーションは、2･4ドアセダン、2ドアクーペ、2ドアワゴン、2デリバリーバンがあった。
コンパクトな狭角V4エンジンとFFレイアウトで、時流をはるかに先取りした居住性やトランクスペースを実現していた。このエンジンはスウェーデンのサーブにも供給され、96の4ストロークモデルと95に使用された。当初はラジエーターの冷却ファンを省略していたが、後に一般の自動車同様、改めて装備している。

#### 四代目・P6系 (1966-1970年), 15M (P6) (1966・970)

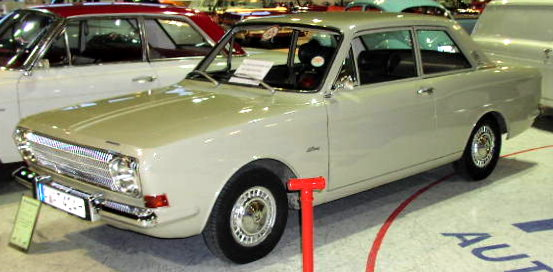
タウヌス 12M P6

流行のロングノーズ･ショートデッキスタイル、1500と1700ccエンジンが追加されて「15M」の名が復活した。この1700ccエンジンはマトラの4座スポーツカー、M530にも用いられた。
12Mは1183cc馬力･1305 cc50 - 53馬力、15Mは1498cc 55 - 65馬力、1699cc 70 - 75馬力であった。1969年モデルからは「タウヌス」の名称が外され、単に｢フォード･12M｣などと呼ばれた。1970年にはモデルチェンジされ、英国フォードのコーティナとほぼ共通の後輪駆動車となり、しばらく継続生産されたV4エンジン以外は英国フォード流の設計となった。

### 17M・20M・26Mシリーズ

#### 初代・P2系 (1957-1960年)

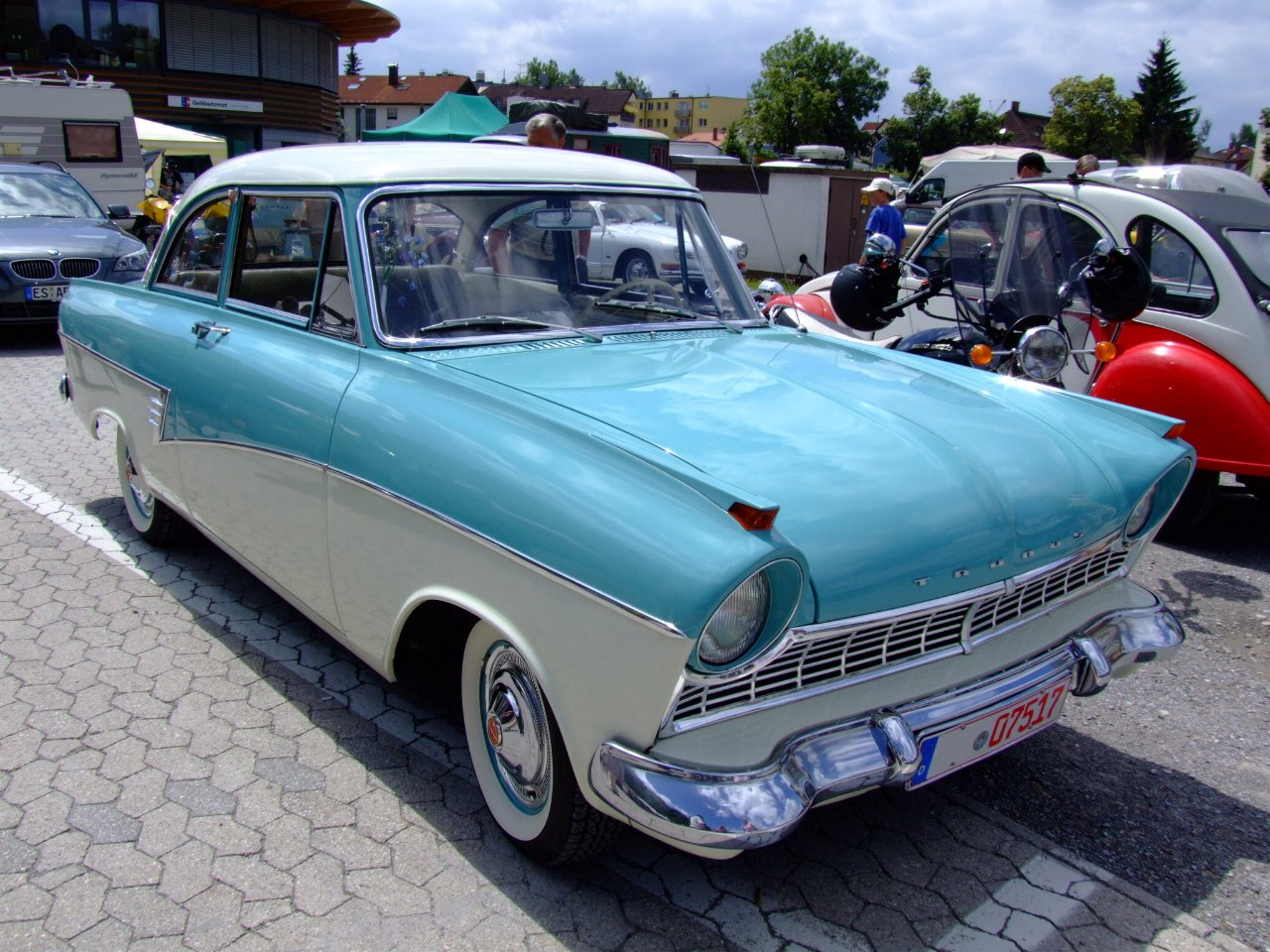
Ford Taunus 17M P2

第二次世界大戦後の経済復興に伴い、より大型の車種投入が必要となったため追加されたニューモデルで、このクラスのベストセラー、オペル・レコルトと直接競合するモデルとなった。スタイルはアメリカの1956年型フォードに似たもので、1698cc 60馬力エンジンで最高速度128km/hを発揮した。

#### 二代目・P3系 (1960-1964年)

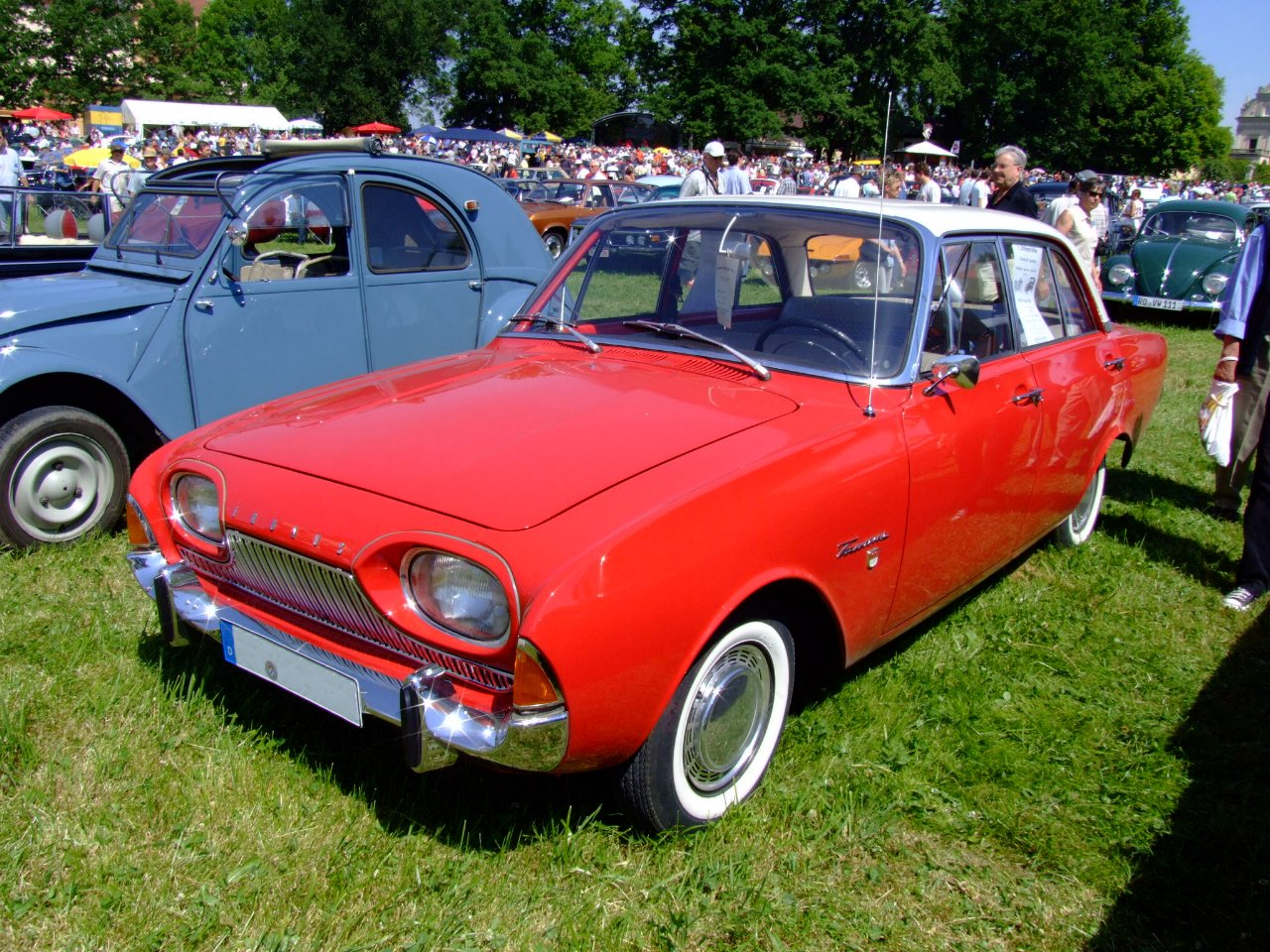
タウヌス 17M P3（1961）

エアロダイナミックなボディスタイルへの変身で大きなセンセーションを巻き起こし、商業的にも成功したモデルとなった。
U字形のラップアラウンドバンパーやヘッドランプの輪郭の長円形は米フォードの三代目サンダーバードと共通のテイストであるが、ステーションワゴンの尾灯は屋根の後端、リアウインドウ上に目立たなく配置された非常に珍しいデザインとなっている(画像リンク)。
エンジンの排気量は、1498cc 55馬力（最高速136km/h）、1698cc 60 - 65馬力（138 - 140km/h）、1758cc 70 - 75馬力（148 - 154km/h）の三種類があった。
P2に続いて日本へも輸入されたが、保安基準の関係で前照灯は規格型の丸型シールドビームの4灯となった。また、宇津井健主演のテレビドラマ、「ザ・ガードマン」の初代パトロールカーとして劇中出演し、広く親しまれた。このパトロールカーは後に競合車のオペル・レコルトへと交代している。

#### 三代目・P5系 (1964-1967年)

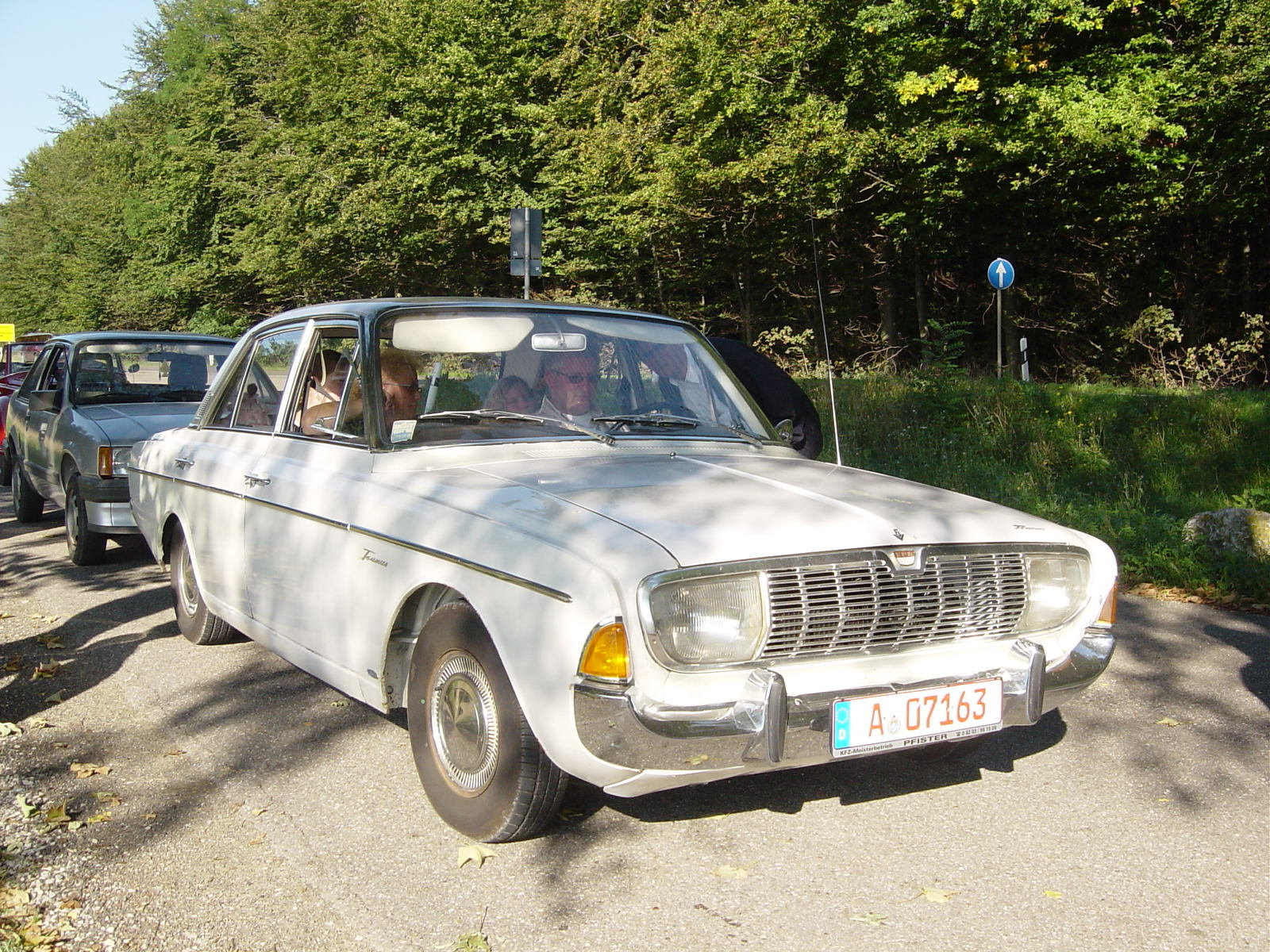
1966 Ford Taunus 20M P5

ボディスタイルは先代のキープコンセプトながら先代よりやや保守的となり、より一般受けするものとなった。エンジンは12M系のV型4気筒をベースに新開発された 1498cc・1699cc に加え、20M にはタウヌス初となるV型6気筒が用意され 1998cc から85 - 90馬力を発揮した。当初、このV6 20M には、オペル・レコルトの6気筒モデルに比べて1400マルクも安い7999マルクの戦略的な価格が設定され、西ドイツ国内で最も廉価な6気筒乗用車となった。ボディーバリエーションに2ドアハードトップやカブリオレも登場し、二代目同様好調なセールスを維持した。

#### 四代目・P7系 (1967-1968年)

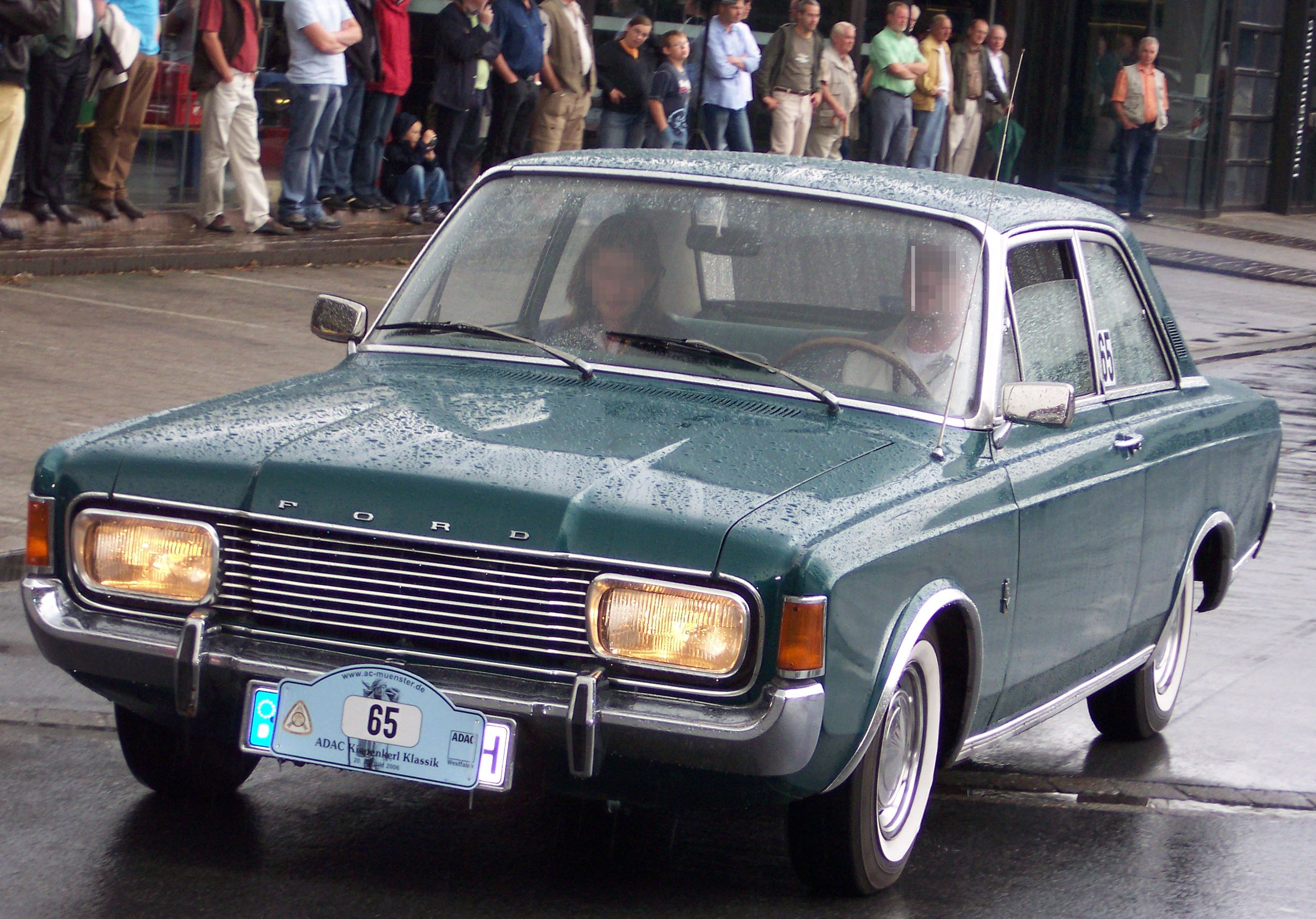
1969 Ford 20M XL P7.2

機構的には三代目を踏襲したが、ボディスタイルをアメリカ車風に一新した。トップモデルとして「20M 2.3（2293cc 108馬力 最高速170km/h）が追加された。このモデルチェンジは大失敗で、翌年にはフェーズ2としてビッグマイナーチェンジを行なわざるを得なくなった。改良版はP7.2と呼ばれ、フロントエンドが一新された。また、「タウヌス」の名称が外され、単に｢フォード･20M｣などと呼ばれた。エンジンバリエーションは17Mの1498cc60馬力(最高速度)から新登場の26M(4灯式ヘッドライトが特徴)のV6・2550cc 125馬力（180km/h）まで多岐にわたった。1972年にはモデルチェンジされ、コンサル･グラナダとして、英国フォードのゼファー･ゾディアックと統合された新型車に生まれ変わったので、P7.2は最後のドイツ･フォードの独自製品となった。

## タウヌスTC (1970–1976)

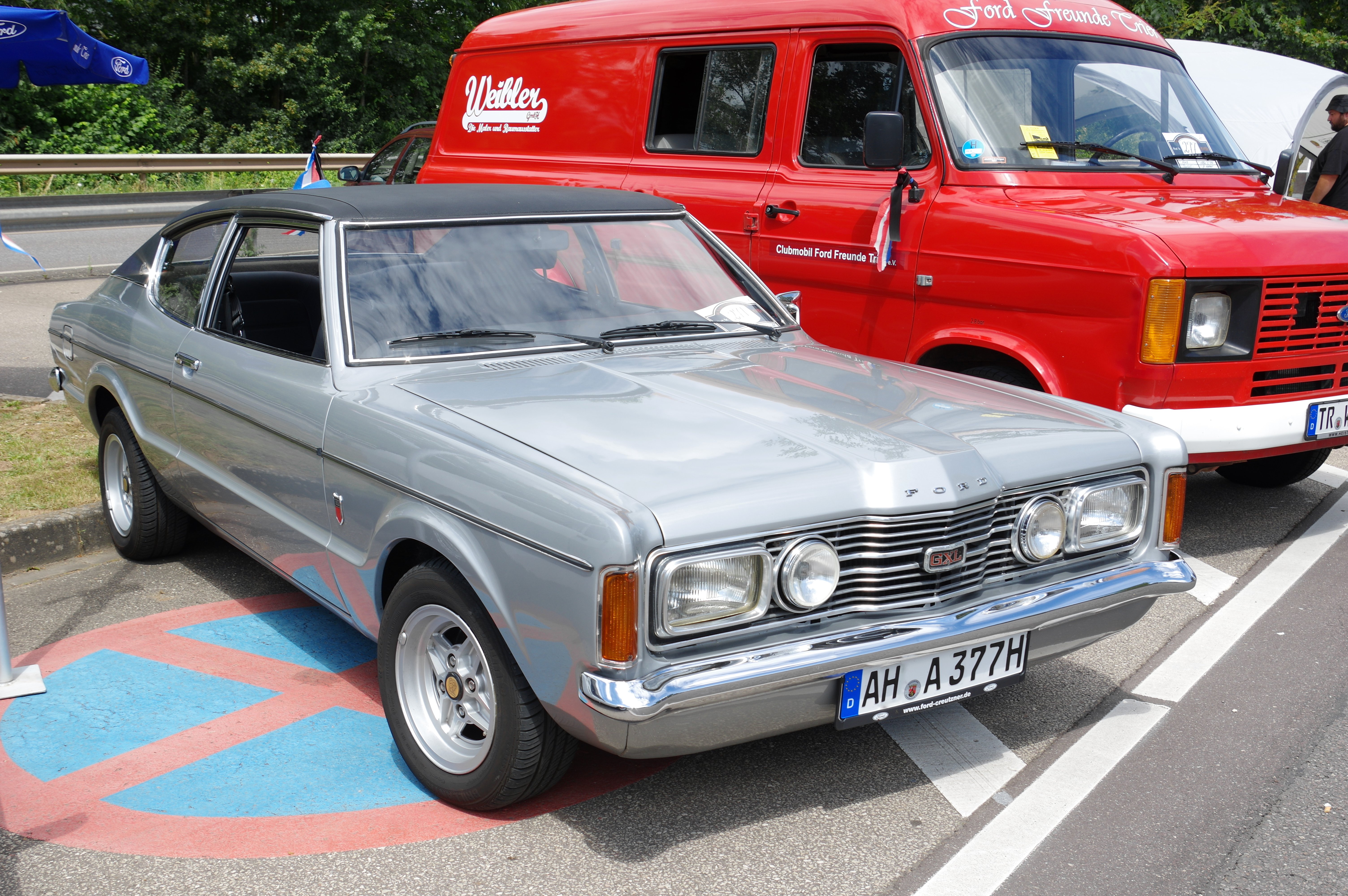
1974 Ford Taunus Coupé

1970年に再登場したタウヌスは前述の通り12M･15Mの後継車種として登場した2･4ドアセダン、2ドアクーペ、4ドアワゴンであったが、設計は英国式であった。これは1968年のエスコート、1969年のカプリに次ぐ英独一元化政策の産物で、フォード・コーティナ Mk III とはセダンのリアフェンダーとルーフラインが異なる（タウヌスはノッチバック、コーティナはセミファストバック）ことと、クーペがタウヌスにのみ設定されていたこと以外はほぼ同じ設計であった。ドイツのタウヌス愛好家たちにとっては後輪駆動、直列シリンダーエンジン、リジッドアクスルリアサスペンションのTCシリーズは1950年代への逆戻りに他ならず、彼らはTCシリーズを"Barock-Taunus"と呼んだ。また、中央部が突出したノーズデザインは1960年代末にGM副社長からフォード社長にヘッドハントされながら一年余りで解任されたサイモン･ナッドセンの命令でデザインされたと言われ、"The Knudsen Nose"と呼ばれた。

## タウヌス・マークIII (1976–1982年)

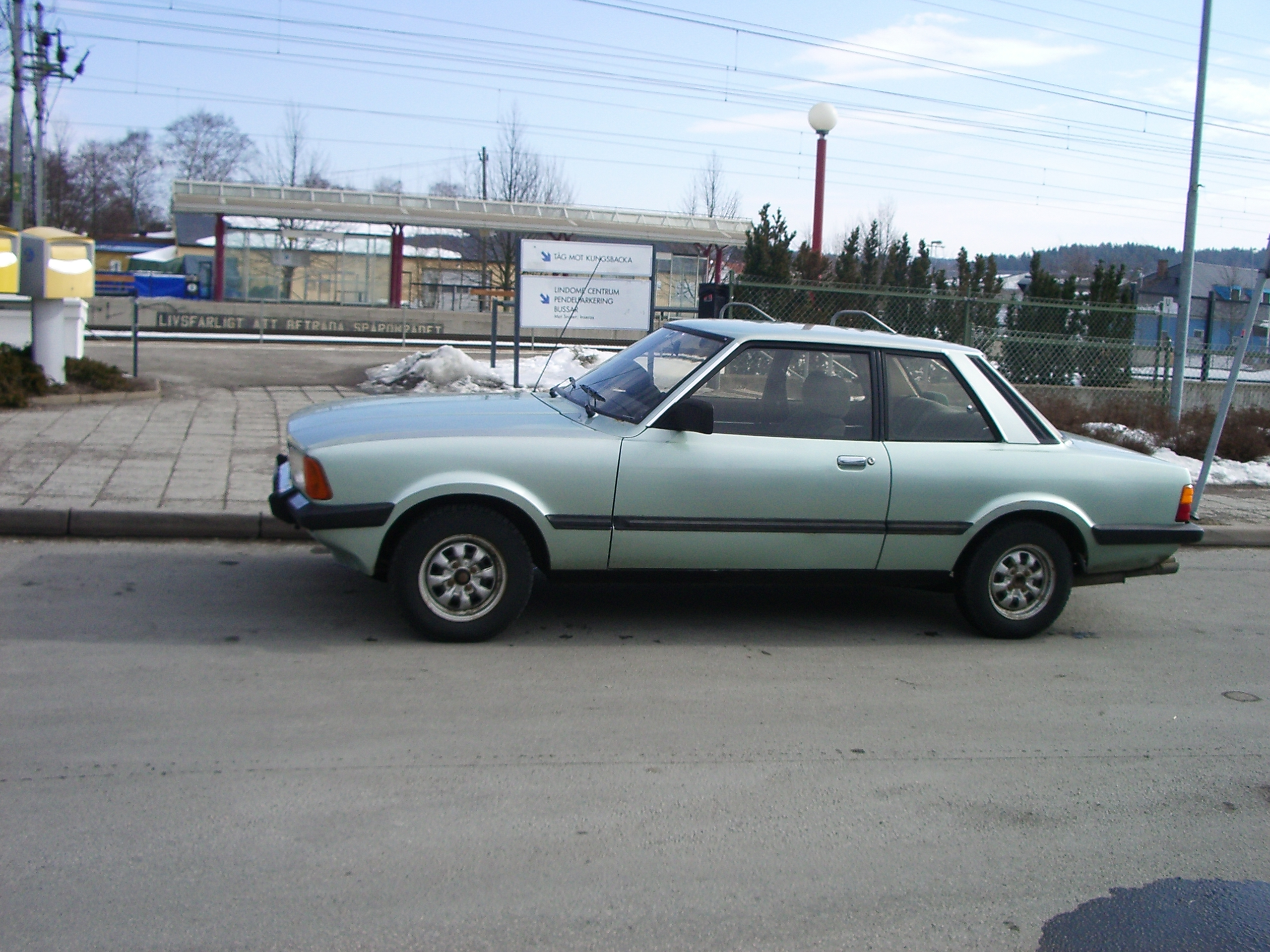
Ford Taunus 1979-1982

フルモデルチェンジを受けた1976年以降のタウヌスはコーティナと全く同じ車となった。外観はモダナイズされたが機構的には旧型と余り変わらず、1979年にフェイスリフトを受け、1982年に革新的なデザインの新型車、シエラが登場するまで生産された。